# Antoine Roegiers
 (septembre 2023).
Il peut être nécessaire de l'améliorer pour respecter le principe de neutralité de point de vue. 

 (janvier 2024).
Antoine Roegiers (né en 1980 à Braine-l'Alleud) est un artiste peintre belge.

## Biographie
Antoine Roegiers vit depuis l'âge de trois ans en France, pluridisciplinaire, il est diplômé de l'École nationale supérieure des Beaux-Arts de Paris en 2007 et récompensé du Prix Roger Bataille.
À l'École nationale supérieure des Beaux-Arts Antoine Roegiers entame son travail sur les maîtres flamands qui l'amènera à puiser dans les grandes œuvres de Bruegel, Bosch,, Rubens,, mais aussi les peintres et graveurs belges du XIXe siècle Ensor, Rops et Spilliaert. Il utilise différents supports et techniques, parmi lesquelles la peinture à l'huile sur bois et sur toile, le travail d'animation vidéo et le dessin à la plume ou à l'acrylique,, dialoguant ainsi avec les grands maîtres de plusieurs siècles différents à travers le prisme d'un regard contemporain.
Depuis 2018, Antoine Roegiers a débuté  une série de tableaux dont l'ensemble raconte une seule et même histoire sur plusieurs années. Il réalise en parallèle des films animés de ces tableaux qu'il présente sous forme d'objets vidéos alliant peinture sur bois et film d'animation.
Il est représenté par la galerie TEMPLON (Paris, Bruxelles, New-York), Wilde Gallery (Genève, Bâle et Zurich),  Keteleer Gallery (Anvers) et Robilany+Voena Gallery (Londres, New-York et Milan).
Son travail a récemment été exposé au Musée San Telmo de San Sebastian, au Museo De Bellas Artes de Asturias d'Oviédo, Kunsthalle Tübingen, Bozar de Bruxelles, Museo Nacional de Escultura de Valladolid, Musée Félicien Rops de Namur, Mu.zee d'Ostende, à l'Albertina Museum de Vienne, au Palacio Bellas Artes de Mexico, Harvard Museum de Massachusetts, Palais des Beaux-Arts de Lille, ou encore à La Maison Rouge à Paris.

## Prix et Distinctions
- 2007 : Prix Roger Bataille
- 2012: prix Yishu 8[9]
- 2020: Molière de la Création Visuelle[10] (en équipe) pour la pièce de La mouche. Création Valérie Lesort et Christian Hech.

## Expositions personnelles
- La grande parade, Galerie Templon, Paris, du 30 octobre au 21 décembre 2024[11],
- La brûlure de l'éveil, Galerie Templon, Bruxelles, du 9 novembre au 22 décembre 2023[12],[13],
- 2023: The flames of vanity, Robilant+Voena Gallery, London
- 2023: L'embrasement, Keteleer gallery, Anvers
- 2020: À l'ombre des nuages - Nos abris dérisoires, Wilde Gallery, Genève
- 2020: Le carnavals des géants, Galerie Suzanne Tarasiève, Paris
- 2019: Carnavals, Keteleer Gallery, Antwerp
- 2018: Tentations, Keteleer Gallery, Antwerp
- 2018: Carnavals, Wilde Gallery, Genève
- 2015: Le bal des géants, Art Bärtschi & Cie, Genève
- 2013: La tentation des géants, Botanique, Bruxelles
- 2013: Les sept péchés capitaux, Galerie Praz-Delavallade, Paris
- 2013: Les sept péchés capitaux, Guy Bärtschi Gallery, Genève
- 2012: Les sept péchés capitaux, Palais des Beaux-Arts, Lille
- 2012: Immanence: the video of Antoine Roegiers, Young Projects, Los Angeles
- 2010: Projection, Guy Bärtschi Gallery, Genève
- 2009: La tentation de Saint Antoine suivie de Le laboratoire de la tentation, Noordbrabant Museum, Hertogenbosch
- 2009: Deux géants et moi..., Guy Bärtschi Gallery, Genève

## Quelques expositions collectives
- 2023: The Ennova International Art Biennale, Ennova Museum, China
- 2023: Immortelle, Mo.Co, Montpellier, France
- 2021: Hiphop 360, Cité de la musique de Paris, France
- 2021: Les apparences, au Centre d'art A cent mètres du centre du monde, Perpignan, France
- 2021: Le joker, fou au pays des cartes, Musée de la carte à jouer, Issy Les Moulineaux, France
- 2020: The devil, perhaps, The world of the Brueghels, musée San Telmo, Saint-Sébastien, Espagne
- 2020: El diablo, Tal vez, Museo de Bellas Artes de Asturias, Oviedo, Espagne
- 2019: L'estampe au temps de Bruegel, Bozar/Palais des Beaux-Arts, Bruxelles, Belgique
- 2018: El diablo, Quizas, dialogos con Brueghel, musée national de la Sculpture, Valladolid, Espagne
- 2018: Hybrides le corps imaginaire, Palacio Bellas Artes and Museo Nacional de Antropologi, Mexico, Mexique
- 2018: Pornocrates dans tous ses états, Musée Félicien Rops, Namur, Belgique
- 2018: The raft - Art is (not) lonely, Mu.Zee, Ostend, Belgique
- 2017: Vices et Vertus, musée des Arts Ancien TreM.A, Namur, Belgique
- 2017: L'héritage de Jérôme Bosch, villa Vauban, Vauban, Luxembourg
- 2015: Beyond Bosch: the afterlife of a renaissance master in print, The Saint Louis Art Museum, Saint Louis, USA
- 2015: Tout ce qui se fait au soleil: Le lieu unique, Nantes, France
- 2014: Des hommes et la forêt, Musée historique et des porcelaines, Nyon, Suisse
- 2013: Bosch - Bruegel - Rubens - Rembrandt, Albertina, Vienne, Autriche
- 2013: Focus Brueghel, palais des Beaux-Arts, Lille, France
- 2011: Mémoire du futur, la collection de Thomas Olbrichtn, La Maison rouge, fondation Antoine-de-Galbert, Paris, France
- 2010: Lebenslust und Totentanz. The Olbricht Collection, Kunsthalle Krems, Krems, Autriche
- 2009: Félicien Marboeuf (1852-1924), Fondation d'entreprise Ricard, Paris, France
- 2007: Dix-7 en zéro-7, ENSBA, Paris, France
- 2006: 250e anniversaire du transfert de la Manufacture de Sèvres, Sèvres, France
- 2006: la fabrique du dessin, ENSBA, Paris, France
- 2003: European painting awards of The Frisssiras museum, Athènes, Grèce
- 2003: Roccoco and Co, ENSBA, Paris, France

## Œuvres dans les collections
- Fondation Louis Vuitton, Paris
- Fondation d'art contemporain Daniel et Florence Guerlain, Paris
- Me Collectors Room Berlin / Olbricht Foundation, Berlin
- Fonds d'Art Contemporain de la Ville de Genève, Genève
- Collection Mirabaud [14], Genève, Zurich, Paris, Luxembourg et Madrid
- Collections du ministère de la Communauté française de Belgique (collection du Service des Arts Plastiques)

## Vidéos
- [vidéo]"Le peintre Antoine Roegiers reçoit Jérôme Cassou de Télématin dans son atelier", France 2
- [vidéo]50 degrés NORD, RTBF et Arte Belgique, 2013
- [vidéo] Interview par Elsy Lahner à l'Albertina Museum 15.03.2013